# Налібоцька пуща

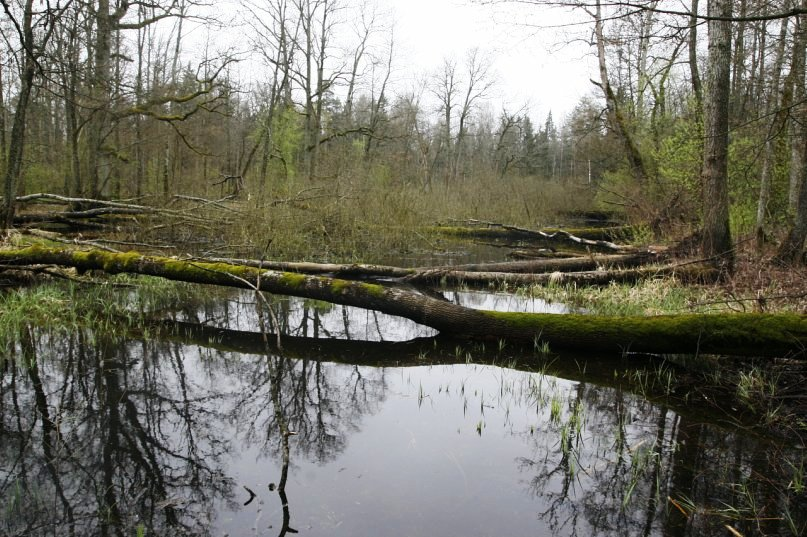
Налібоцька пуща весною

Налібоцька пуща, Налібоцький ліс — лісовий масив у басейні правих приток річок Німану, Березини й Уса до Ошмянських гряд на півночі і Мінської височини на сході. Площа 140 тис. га.

## Етимологія
Назва пущі походить від розташованого в ній містечка Налібокі. На території пущі ландшафтний заказник державного значення Налібокськой.

## Рельєф
Займає східну околицю Верхньонеманської низовини. Рельєф хвилястий, з горбистими формами і заболоченими пониженнями.

## Історія
У часи Другої світової війни пуща була зоною активних дій Армії Крайової, а також єврейського і радянського партизанських рухів. За різними оцінками в 1939–1945 рр. роках у Налібокській пущі перебували від 10 до 25 тисяч чоловік: партизанів, які втекли, біженців і злочинців.

## Гідрографія та рослинність
На півдні масиву озеро Кромань. Найбільш заболочена по долинах річок Березина, Іслоч, Вовка і в нижній течії Вуса, де на торф'яно-болотних ґрунтах ростуть вільшняк і березняк. У центральній і східній частинах переважають сосни. Зустрічаються ялинові діброви. По південно-західній частині Налібоцькой пущі проходить північна межа суцільного поширення граба.

## Тваринний світ
Фауна пущі характерна для лісів середньої смуги Білорусі. Водяться: олень, лось, кабан, єнот, бобер, ведмідь бурий. Птахи: глухар, тетерук, слуква.